# Успенский собор (Ташкент)
Собо́р Успе́ния Бо́жией Ма́тери (Госпитальная церковь, узб. Tangri Onasi Vafoti kafedral sobori-jome'si) — православный храм в Ташкенте (Узбекистан), кафедральный собор Ташкентской и Узбекистанской епархии Русской православной церкви.
Расположен на улице Авлиёота (ранее — Госпитальная, по расположению рядом с военным госпиталем), неподалёку от центрального железнодорожного вокзала.
Настоятель храма — митрополит Ташкентский и Узбекистанский Викентий.

## История
Строительство храма началось в 1877 году взамен старого здания Пантелеимоновской церкви, построенной в 1871 году при госпитальном кладбище в Ташкенте. Средства на его возведение были пожертвованы жителями города: так, туркестанский генерал-губернатор Константин фон Кауфман внёс 3000 рублей. Самую большую сумму внёс ташкентский купец первой гильдии Дмитрий Захо, который впоследствии на протяжении 15 лет был здесь церковным старостой.
В 1878 году строительство было завершено, 31 января 1879 года храм был освящён в честь великомученика и целителя Пантелеимона.
В 1922 году, как и большинство приходов в Средней Азии, приход перешёл в ведение обновленческого Синода Православной российской церкви. В 1933 году храм был закрыт для богослужения, после чего в здании вплоть до 1945 года находился санитарный склад Среднеазиатского военного округа. В декабре 1945 года церковь была возвращена верующим, после чего повторно освящена во имя Успения Пресвятой Богородицы; тогда же получила статус кафедрального собора Ташкентской епархии. В 1958—1960 годах при епископе Ермогене (Голубеве) здание было перестроено и существенно расширено.
В 1978 году собор был реконструирован под руководством советского и российского архитектора В. И. Пискарева. 
В начале 1990-х годов, при митрополите Владимире (Икиме) территория собора была расширена благодаря президенту Узбекистана Исламу Каримову. Тогда появилось отдельное здание водосвятной часовни и началось строительство духовно-административного центра.
10 ноября 1996 года во время своего визита в Ташкент в соборе совершил богослужение патриарх Московский и всея Руси Алексий II.
В 2007 году началось строительство правого (южного) придела собора в честь святителей Василия Великого, Григория Богослова и Иоанна Златоустого.
В 2008 году в соборе обновили купола. Тогда же началось строительство новой водосвятой часовни.
В 2009 году была освящена новая колокольня собора, которая является самой высокой в Узбекистане.
В 2014 году в соборе было решено построить дополнительный храм Луки для проведения отпевания усопших.

## Причт
Настоятель собора является правящим архиереем епархии.
С 1951 по 1953 год ключарём собора был Михей (Хархаров), в будущем архиепископ Ярославский и Ростовский.

## Галерея

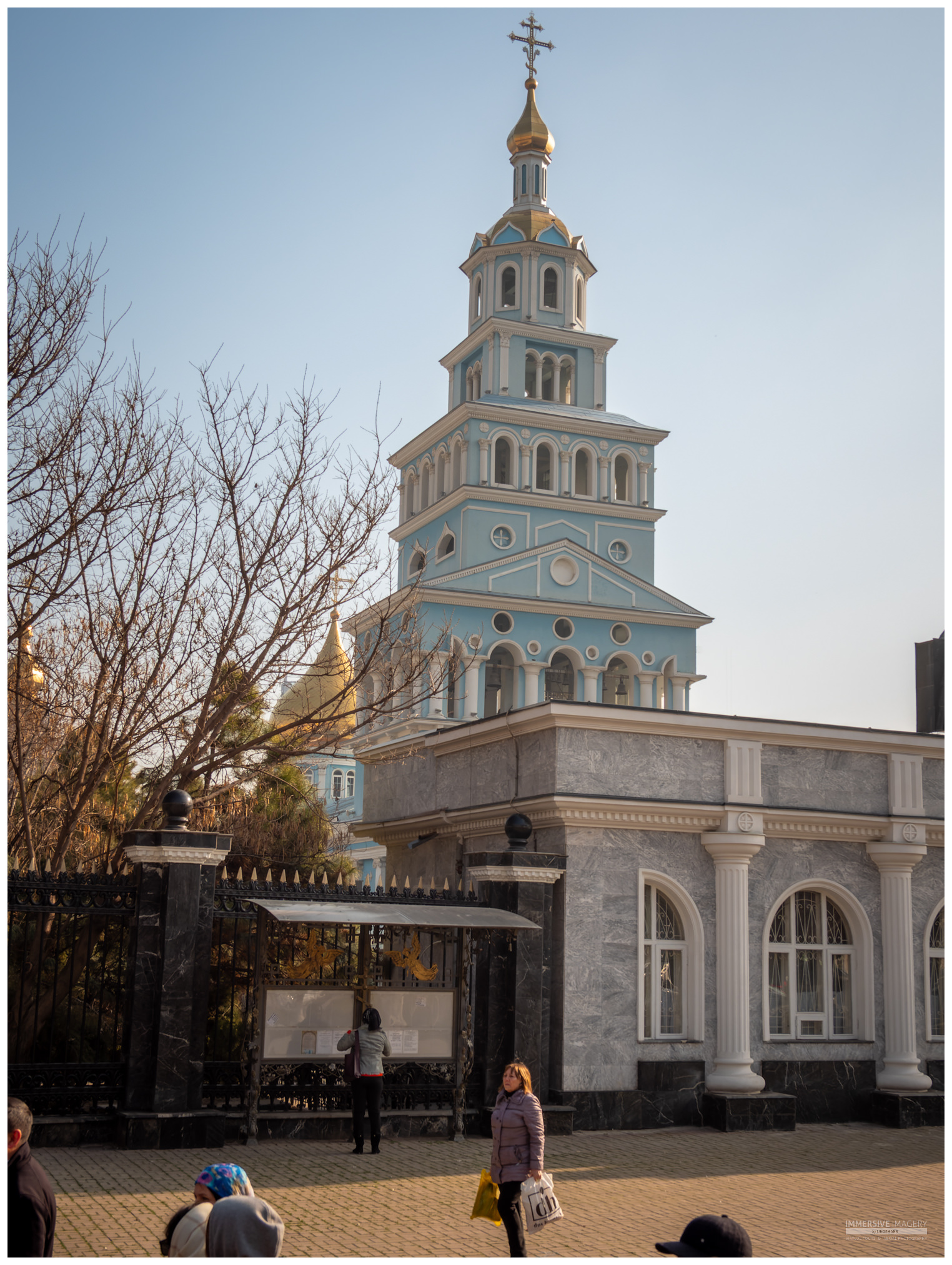
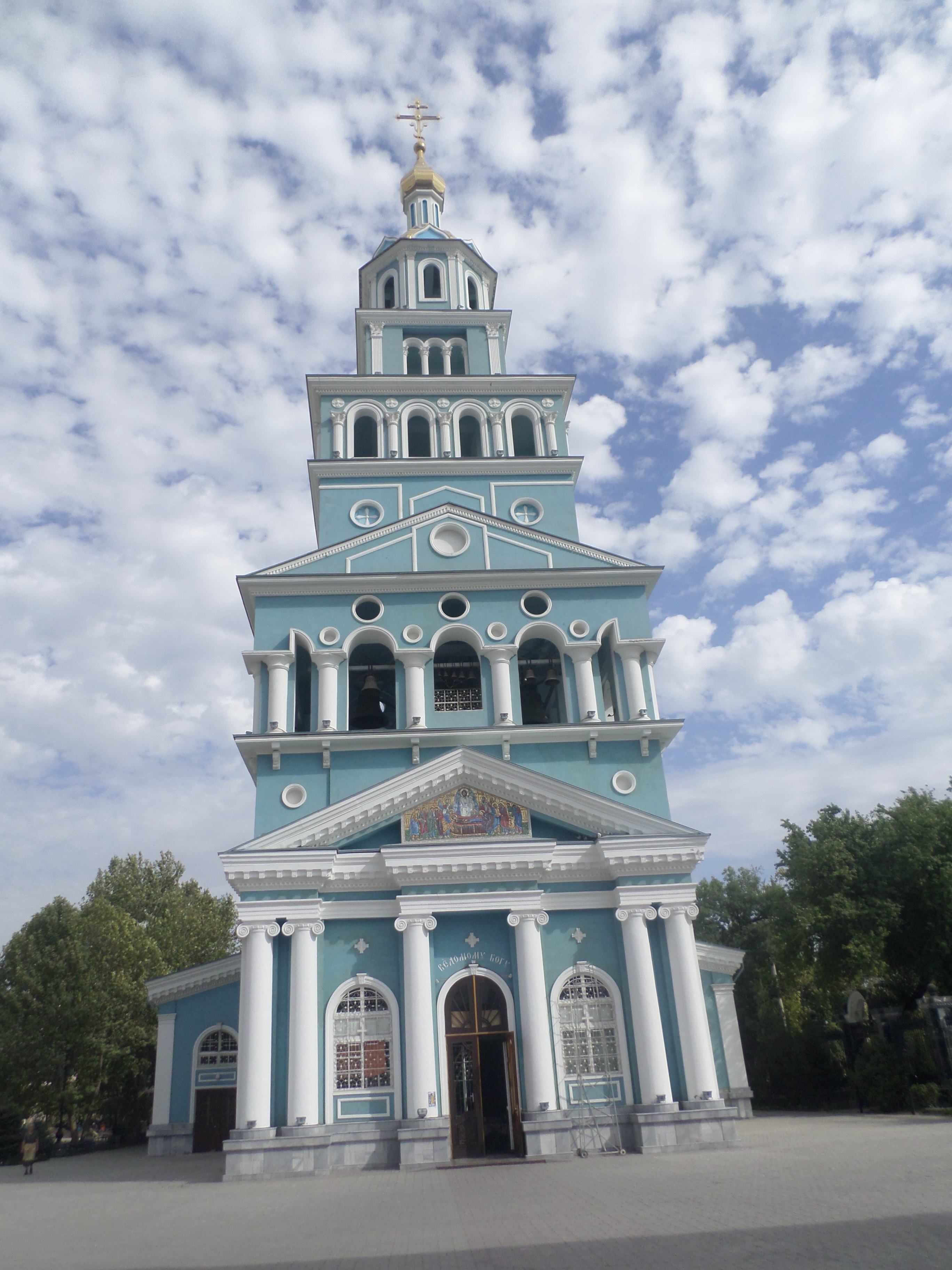
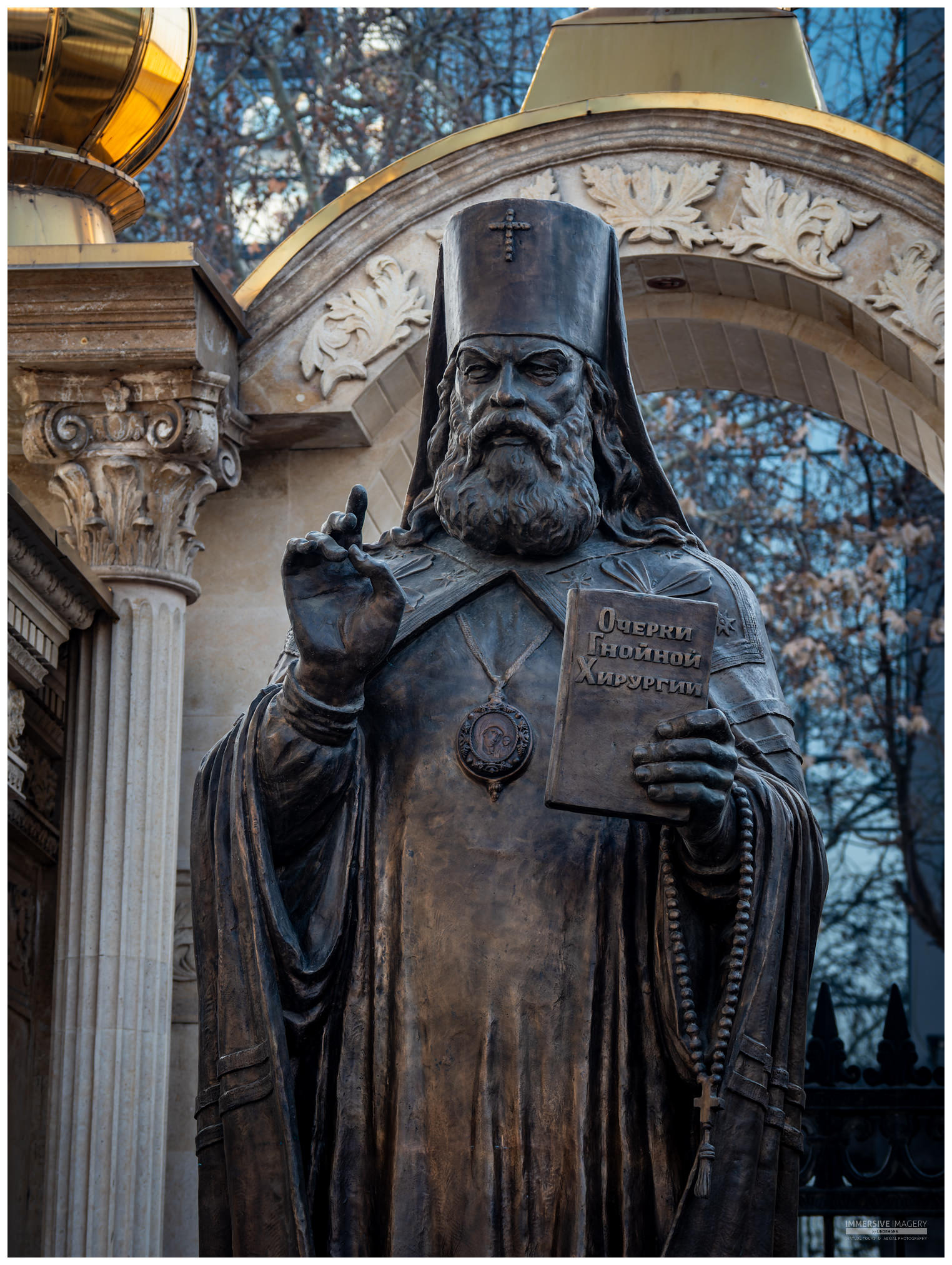
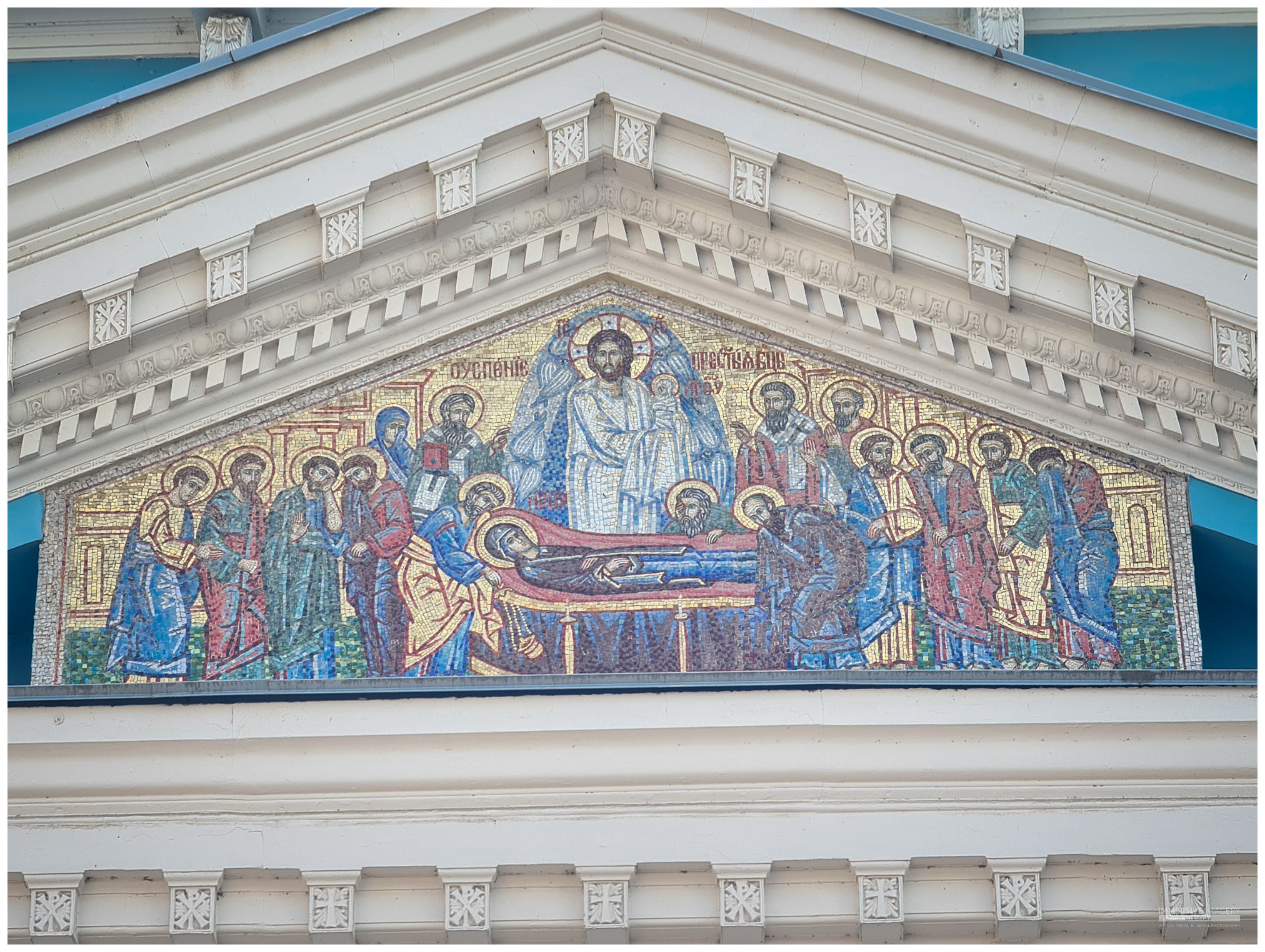
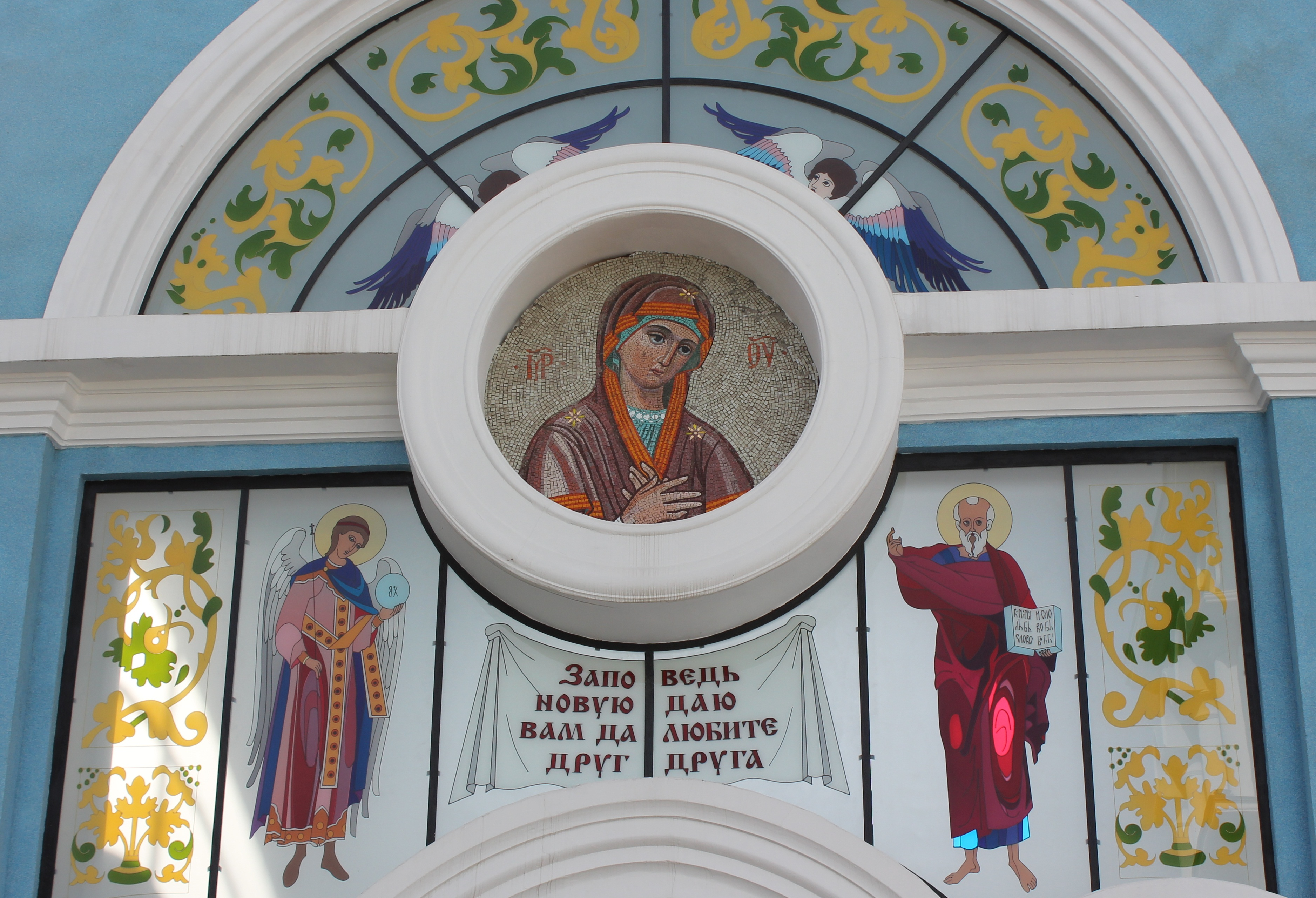
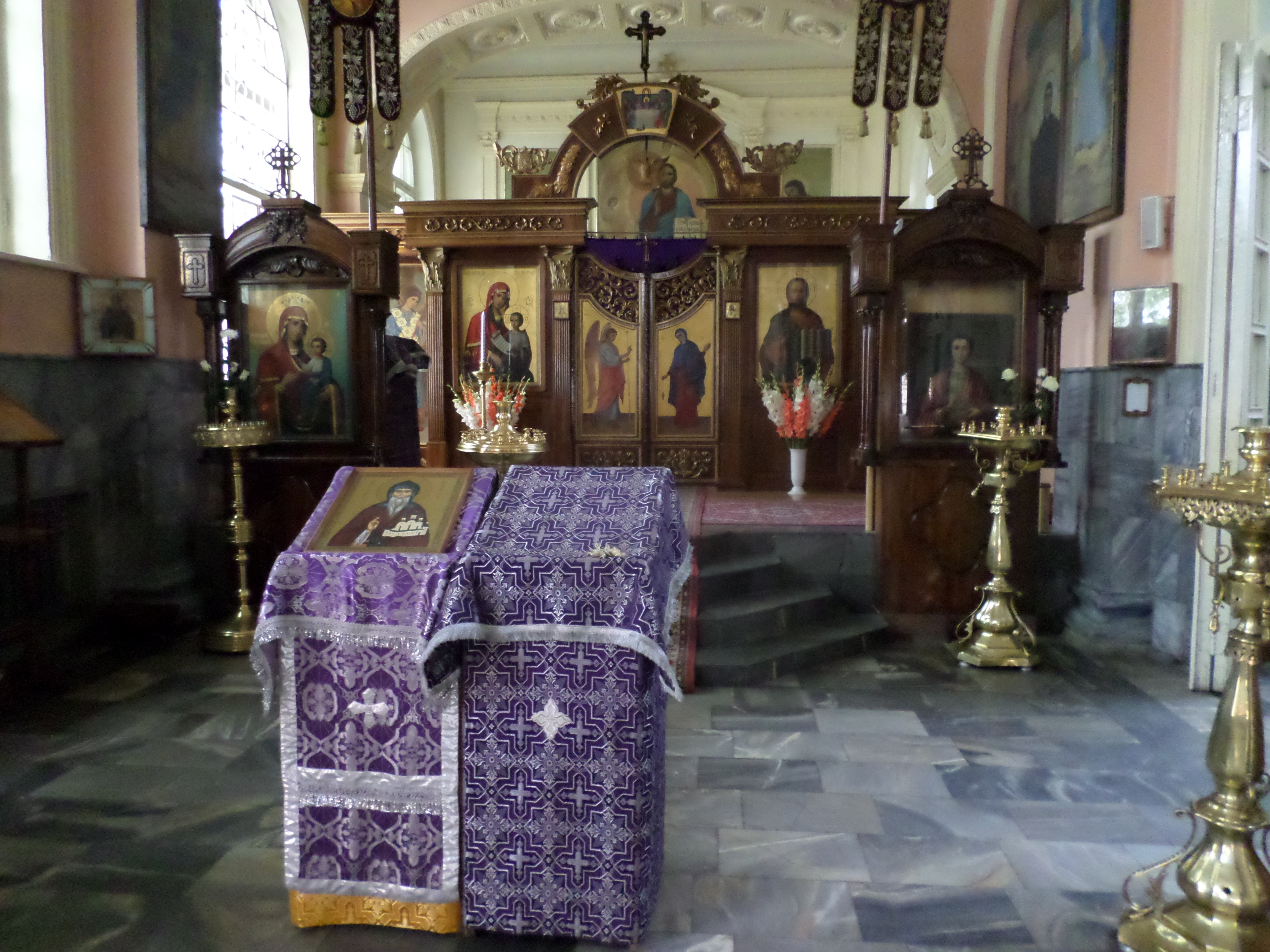
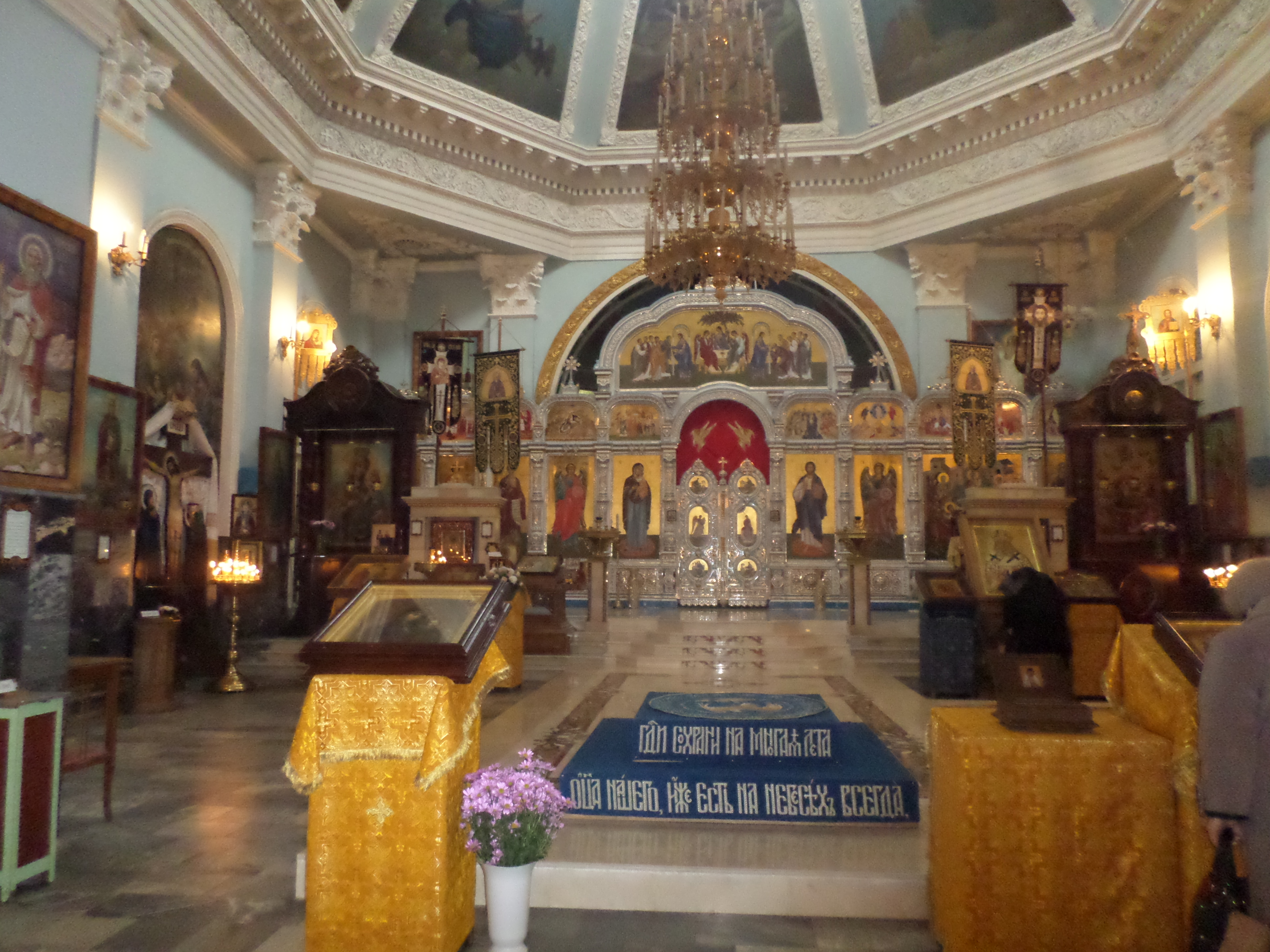
Центральная часть храма.
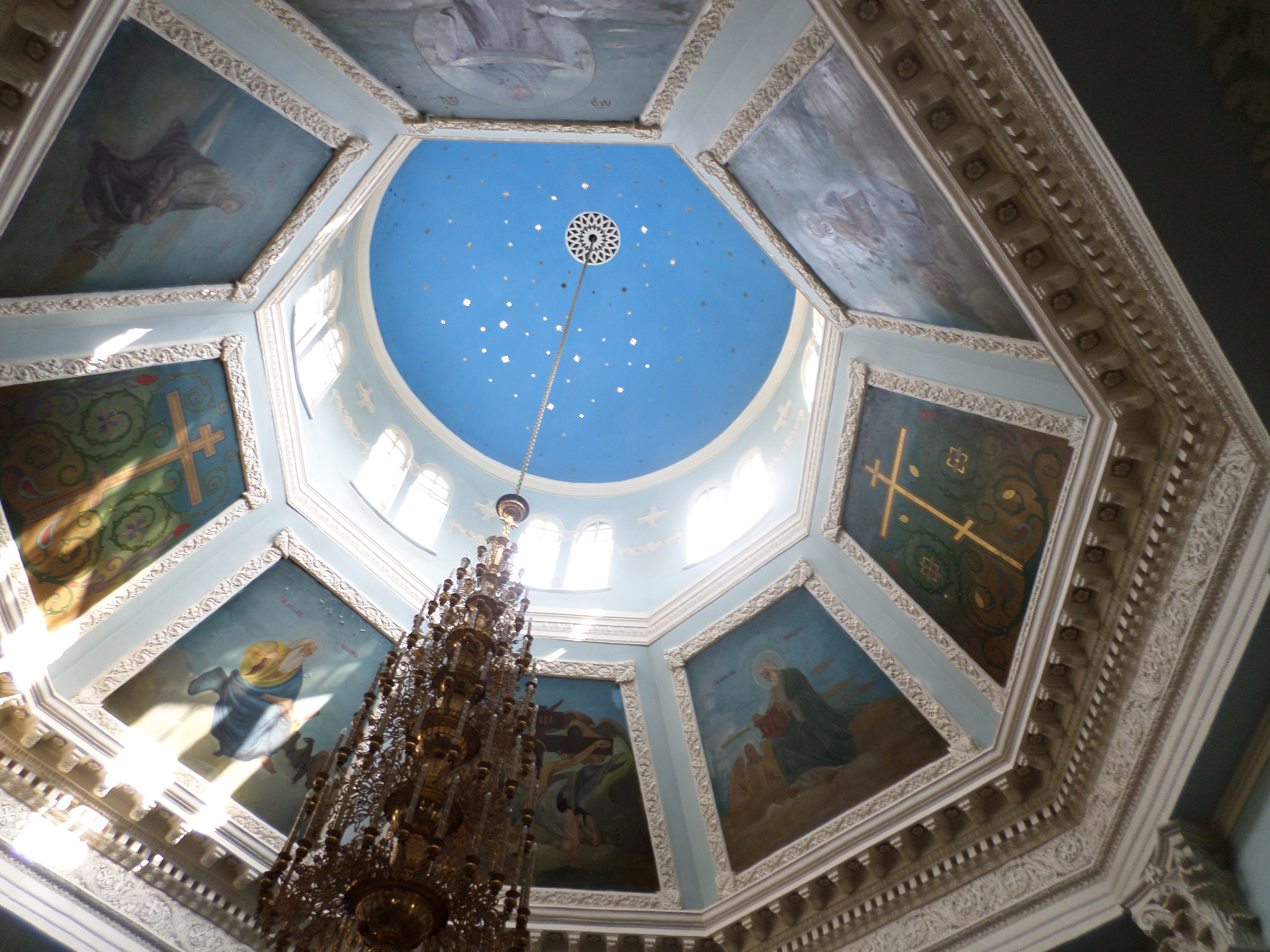
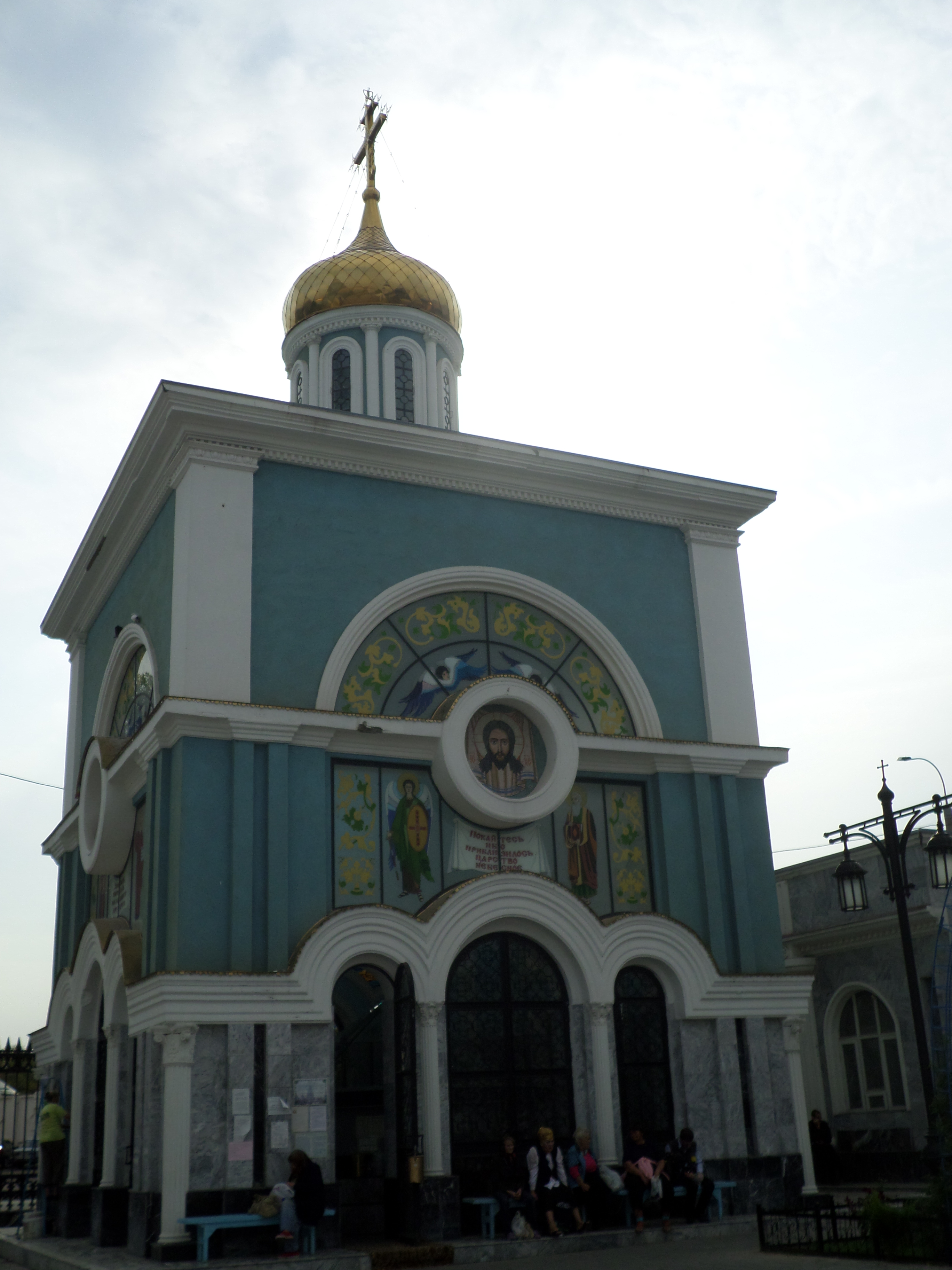
Источник Святой Воды.